# Emanuele Tommaso di Savoia-Soissons
Emanuele Tommaso di Savoia-Soissons (Parigi, 8 dicembre 1687 – Vienna, 28 dicembre 1729) fu principe di Savoia e III conte di Soissons dal 1702 fino alla sua morte.

## Biografia
Figlio di Luigi Tommaso e di Uranie de La Cropte de Beauvais, suo zio era il famoso generale Eugenio di Savoia. Come suo padre, giovanissimo decise di entrare al servizio dell'esercito imperiale col quale prese parte alla guerra di successione spagnola, parteggiando per gli Asburgo.
Sposò a Vienna il 24 ottobre 1713 la Principessa Maria Teresa del Liechtenstein (11 maggio 1694 - Vienna, 20 febbraio 1772). L'anno precedente aveva ottenuto dall'imperatore Carlo VI la decorazione dell'Ordine del Toson d'oro, uno dei primi cavalieri nominati dal nuovo imperatore.
Venne nominato quindi governatore della città di Anversa ed il 13 maggio 1716 ottenne il comando di un reggimento di corazzieri. Il 18 ottobre 1723 venne promosso al rango di feldmaresciallo.
Alla morte gli successe l'unico figlio Eugenio Giovanni Francesco (1729-1734).

## Ascendenza
|                                     |                      |                              | Genitori                        |  |  | Nonni |  |  | Bisnonni                              |  |  | Trisnonni                  |  |
|                                     |                      |                              |                                 |  |  |       |  |  | Tommaso Francesco di Savoia-Carignano |  |  | Carlo Emanuele I di Savoia |  |
|                                     |                      |                              |                                 |  |  |       |  |  | Tommaso Francesco di Savoia-Carignano |  |  | Carlo Emanuele I di Savoia |  |
|                                     |                      | Caterina Michela di Spagna   |                                 |  |  |       |  |  | Tommaso Francesco di Savoia-Carignano |  |  |                            |  |
| Eugenio Maurizio di Savoia-Soissons |                      |                              |                                 |  |  |       |  |  | Tommaso Francesco di Savoia-Carignano |  |  |                            |  |
|                                     |                      | Maria di Borbone-Soissons    | Carlo di Borbone-Soissons       |  |  |       |  |  |                                       |  |  |                            |  |
|                                     |                      | Maria di Borbone-Soissons    | Carlo di Borbone-Soissons       |  |  |       |  |  |                                       |  |  |                            |  |
|                                     |                      | Maria di Borbone-Soissons    | Anne de Montafié                |  |  |       |  |  |                                       |  |  |                            |  |
| Luigi Tommaso di Savoia-Soissons    |                      | Maria di Borbone-Soissons    |                                 |  |  |       |  |  |                                       |  |  |                            |  |
|                                     |                      | Lorenzo Mancini              | Paolo Mancini                   |  |  |       |  |  |                                       |  |  |                            |  |
|                                     |                      | Lorenzo Mancini              | Paolo Mancini                   |  |  |       |  |  |                                       |  |  |                            |  |
|                                     |                      | Lorenzo Mancini              | Vittoria Capocci                |  |  |       |  |  |                                       |  |  |                            |  |
| Olimpia Mancini                     |                      | Lorenzo Mancini              |                                 |  |  |       |  |  |                                       |  |  |                            |  |
|                                     |                      | Girolama Mazzarini           | Pietro Mazzarini                |  |  |       |  |  |                                       |  |  |                            |  |
|                                     |                      | Girolama Mazzarini           | Pietro Mazzarini                |  |  |       |  |  |                                       |  |  |                            |  |
|                                     |                      | Girolama Mazzarini           | Ortensia Bufalini               |  |  |       |  |  |                                       |  |  |                            |  |
| Emanuele Tommaso di Savoia-Soissons |                      | Girolama Mazzarini           |                                 |  |  |       |  |  |                                       |  |  |                            |  |
|                                     | Charles de La Cropte | Arnaud de La Cropte          |                                 |  |  |       |  |  |                                       |  |  |                            |  |
|                                     | Charles de La Cropte | Arnaud de La Cropte          |                                 |  |  |       |  |  |                                       |  |  |                            |  |
|                                     | Charles de La Cropte | Marie Massin                 |                                 |  |  |       |  |  |                                       |  |  |                            |  |
| François Paul de La Cropte          | Charles de La Cropte |                              |                                 |  |  |       |  |  |                                       |  |  |                            |  |
|                                     |                      | Isabeau d'Auzaneau           | Jacques d'Auzaneau              |  |  |       |  |  |                                       |  |  |                            |  |
|                                     |                      | Isabeau d'Auzaneau           | Jacques d'Auzaneau              |  |  |       |  |  |                                       |  |  |                            |  |
|                                     |                      | Isabeau d'Auzaneau           | Marie de Labat                  |  |  |       |  |  |                                       |  |  |                            |  |
| Uranie de La Cropte                 |                      | Isabeau d'Auzaneau           |                                 |  |  |       |  |  |                                       |  |  |                            |  |
|                                     |                      | Gédéon Martel                | Isaac Martel                    |  |  |       |  |  |                                       |  |  |                            |  |
|                                     |                      | Gédéon Martel                | Isaac Martel                    |  |  |       |  |  |                                       |  |  |                            |  |
|                                     |                      | Gédéon Martel                | Élisabeth Puchot de Gerponville |  |  |       |  |  |                                       |  |  |                            |  |
| Charlotte Martel                    |                      | Gédéon Martel                |                                 |  |  |       |  |  |                                       |  |  |                            |  |
|                                     |                      | Élisabeth de La Mothe-Fouqué | Charles de La Mothe-Fouqué      |  |  |       |  |  |                                       |  |  |                            |  |
|                                     |                      | Élisabeth de La Mothe-Fouqué | Charles de La Mothe-Fouqué      |  |  |       |  |  |                                       |  |  |                            |  |
|                                     |                      | Élisabeth de La Mothe-Fouqué | Élisabeth de la Cassaigne       |  |  |       |  |  |                                       |  |  |                            |  |
|                                     |                      | Élisabeth de La Mothe-Fouqué |                                 |  |  |       |  |  |                                       |  |  |                            |  |